# Levels (Avicii-sang)
Levels er en sang af den svenske DJ Avicii. Den er kendt som sangen, der for alvor gjorde Avicii populær internationalt, og er af flere kilder nævnt som en af de bedste sange i hele den elektroniske musiks historie. Sangen blev udgivet den 28. oktober 2011 af Aviciis eget pladeselskab LE7ELS og Universal Music. Levels røg nummer et på både den svenske og norske hitliste, mens den i Danmark var på nummer tre. Sangen sampler Etta James sang fra 1962, "Something's Got a Hold on Me". Sangen blev også i 2013 nomineret til en Grammy, for bedste Elektroniske Sang.

## Historie
Levels blev første gang spillet på BBC Radio One i 2010, hvor Avicii præsenterede hans "Essential Mix 2010". Der blev den kaldt "Unnamed". Sangens popularitet voksede hurtigt på internettet, hvor en liveoptagelse nåede over 15 millioner visninger på YouTube.

## Hitlister
| Hiliste (2011–12)                                | Peak position |
| ------------------------------------------------ | ------------- |
| Australien (ARIA)                                | 24            |
| Østrig (Ö3 Austria Top 40)                       | 4             |
| Belgien (Ultratop 50 Flanderen)                  | 4             |
| Belgien (Ultratop 50 Vallonien)                  | 5             |
| Canada (Canadian Hot 100)                        | 36            |
| Tjekkiet (Rádio Top 100)                         | 9             |
| Danmark (Track Top-40)                           | 3             |
| Finland (Suomen virallinen lista)                | 10            |
| Frankrig (SNEP)                                  | 14            |
| Tyskland (Official German Charts)                | 6             |
| Ungarn (Dance Top 40)                            | 1             |
| Ungarn (Rádiós Top 40)                           | 1             |
| Irland (IRMA)                                    | 3             |
| Italien (FIMI)                                   | 4             |
| Luxembourg (Billboard)                           | 5             |
| Holland (Dutch Top 40)                           | 4             |
| Netherlands (Mega Dance Top 30)                  | 1             |
| Holland (Single Top 100)                         | 4             |
| Norge (VG-lista)                                 | 1             |
| New Zealand (RIANZ)                              | 14            |
| Polen (Dance Top 50)                             | 3             |
| Romania (Romanian Top 100)                       | 36            |
| 3                                                |               |
| Skotland (Official Charts Company)               | 1             |
| Slovakiet (Rádio Top 100)                        | 1             |
| Spanien (PROMUSICAE)                             | 28            |
| Sverige (Sverigetopplistan)                      | 1             |
| Schweiz (Schweizer Hitparade)                    | 5             |
| Storbritannien Dance (Official Charts Company)   | 1             |
| Storbritannien Singles (Official Charts Company) | 4             |
| 61                                               |               |
| USA Billboard Hot 100                            | 60            |
| USA Mainstream Top 40 (Billboard)                | 33            |
| USA Dance Club Songs (Billboard)                 | 1             |

| Chart (2018–19)                            | Peak position |
| ------------------------------------------ | ------------- |
| Canada (Canadian Hot 100)                  | 28            |
| Japan (Japan Hot 100)                      | 86            |
| Sverige (Sverigetopplistan)                | 3             |
| USA Hot Dance/Electronic Songs (Billboard) | 4             |

| Hitliste (2011)                  | Position |
| -------------------------------- | -------- |
| Germany (Official German Charts) | 75       |
| Hungary (Dance Top 40)           | 27       |
| Netherlands (Dutch Top 40)       | 38       |
| Netherlands (Single Top 100)     | 48       |
| Poland (Dance Top 50)            | 63       |
| Sweden (Sverigetopplistan)       | 21       |

| Chart (2012)                      | Position |
| --------------------------------- | -------- |
| Australia (ARIA)                  | 76       |
| Austria (Ö3 Austria Top 40)       | 23       |
| Belgium (Ultratop Flanders)       | 24       |
| Belgium (Ultratop Wallonia)       | 29       |
| France (SNEP)                     | 63       |
| Germany (Official German Charts)  | 23       |
| Hungary (Dance Top 40)            | 3        |
| Hungary (Rádiós Top 40)           | 11       |
| Italy (FIMI)                      | 42       |
| Netherlands (Dutch Top 40)        | 77       |
| Netherlands (Single Top 100)      | 100      |
| Russia Airplay (TopHit)           | 13       |
| Sweden (Sverigetopplistan)        | 3        |
| Switzerland (Schweizer Hitparade) | 19       |
| UK Singles (OCC)                  | 59       |
| US Dance Club Songs (Billboard)   | 32       |

| Hitliste (2013)            | Position |
| -------------------------- | -------- |
| Russia Airplay (TopHit)    | 117      |
| Sweden (Sverigetopplistan) | 43       |

| Chart (2018)                              | Position |
| ----------------------------------------- | -------- |
| Sweden (Sverigetopplistan)                | 54       |
| US Hot Dance/Electronic Songs (Billboard) | 58       |